# Ngari
Ngari (tibetsky མངའ་རིས་; čínsky 阿里) je prefektura Tibetské autonomní oblasti Číny. Jeho hlavním městem je Gar (čínsky Š'-čchüan-che, Shiquanhe). Části hranice Ngari s Indií jsou součástí čínsko-indického hraničního sporu.

## Dějiny

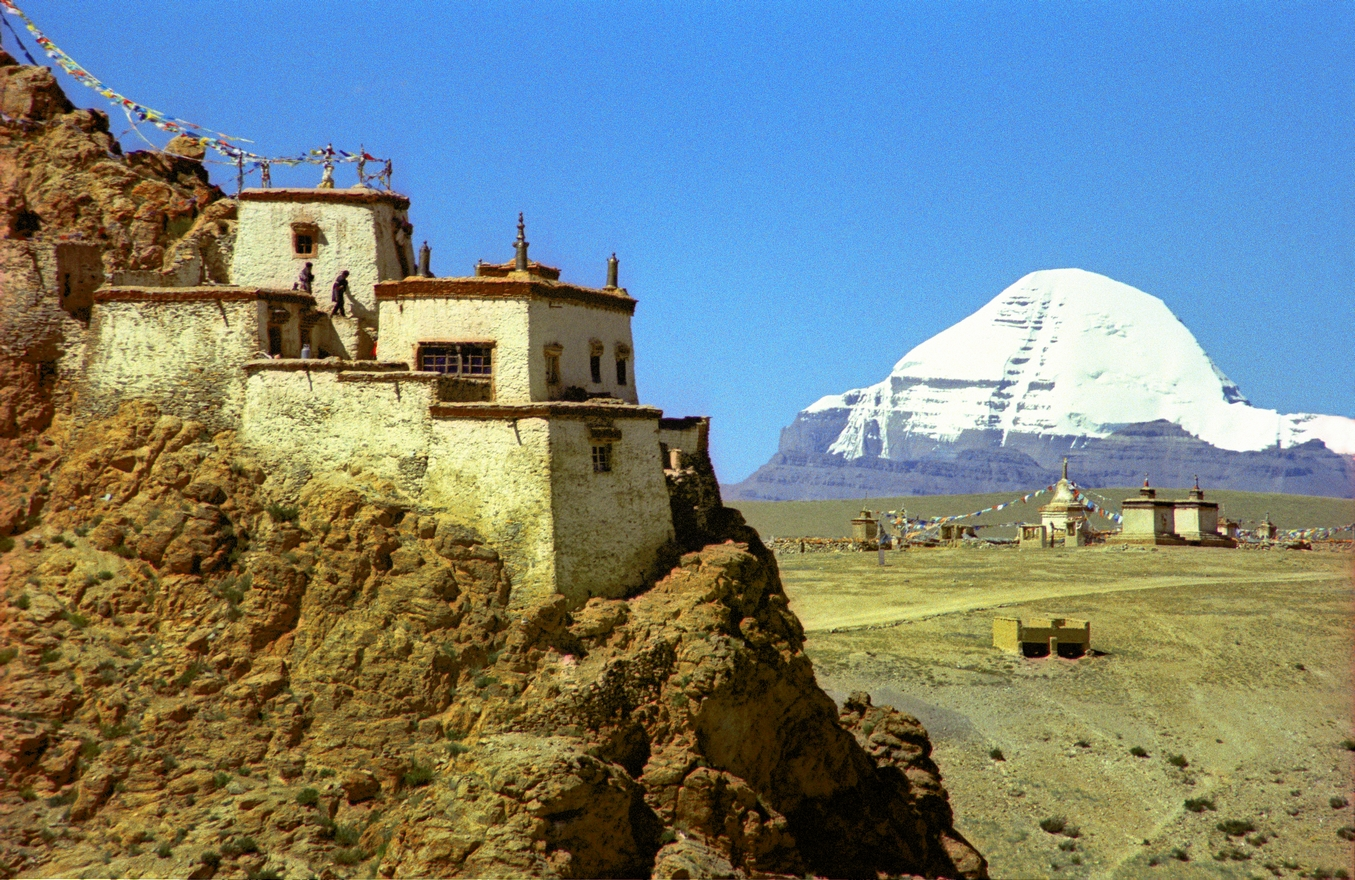
Hora Kailás v okrese Purang

Ngari bylo kdysi srdcem starého království Guge. Později Ngari, spolu s Ü a Tsangem, tvořilo Ü-Tsang, jeden ze tří tradičních regionů Tibetu.
Níže položená část Ngari byla známa jako Marjul. V průběhu 10. století bylo založeno království Marjul, které později přijalo jméno Ladakh (jenž byl samostatný až do roku 1842, dnes je součástí Indie). Prefektura Ngari má úzké kulturní vazby s oblastmi Kinnaur a Lahaul & Spiti v sousedním indickém státě Himáčalpradéš.

## Geografie a klima
Oblastí prochází dálnice Xinjiang-Tibet Highway (新藏公路). Nedaleko městečka Rutog na západě prefektury jsou významné prehistorické skalní malby.
Hlavní město Ngari leží v severozápadním Tibetu, asi 1 600 km západně od Lhasy, a to v nadmořské výšce 4 500 metrů. Letiště Ngari Gunsa zahájilo provoz 1. července 2010, čímž zkrátilo cestu do Lhasy na jeden a půl hodiny ze tří nebo čtyř dnů autem a stalo se čtvrtým civilním letištěm v Tibetu (spolu s letišti Lhasa Gonggar ve Lhase, Qamdo Bamda v Čhamdu a letištěm Nyingchi Mainling). 
Ngari nejvíce proslavila hora Kailás, také nazývaná Suméru (6 714 metrů vysoká hora, hlavní vrchol Transhimálaje), a jezero Mánasaróvar, jenž leží ve výšce 4 588 metrů, pokrývá plochu 412 km2 a dosahuje maximální hloubky 70 m. Obě dominanty jsou posvátnými poutními místy buddhismu, hinduismu i náboženství bön a přitahují četné domácí i zahraniční poutníky a turisty. .
Ngari má chladné pouštní klima (Köppenova klasifikace podnebí: BWk), se výraznými znaky suchého a zimního subarktického klimatu (Dwc).

## Administrativní členění
Prefektura Ali je rozdělena do sedmi okresů ( krajů ).
| Mapa   | Mapa           | Mapa     | Mapa       | Mapa           | Mapa         | Mapa                       | Mapa            | Mapa             |
| ------ | -------------- | -------- | ---------- | -------------- | ------------ | -------------------------- | --------------- | ---------------- |
| </img> |                |          |            |                |              |                            |                 |                  |
| #      | název          | tibetský | Wylie      | čínština ( S ) | Hanyu Pinyin | Obyvatelstvo (2010 Census) | Rozloha (km 2 ) | Hustota (/km 2 ) |
| 1      | Gar            | སྒར་      | sgar       | 噶尔           | Gá'ěr        | 16 901                     | 13,179          | 1.28             |
| 2      | Purang         | སྤུ་ཧྲེང་    | spu hreng  | 普兰           | Pǔlán        | 9,657                      | 24,602          | 0,39             |
| 3      | Canda (Tsanda) | རྩ་མདའ་   | rtsa mda'  | 札达           | Zhádá        | 6,883                      | 18 083          | 0,38             |
| 4      | Ruthog         | རུ་ཐོག་    | ru thog    | 日土           | Rìtǔ         | 9,738                      | 77 096          | 0,12             |
| 5      | Gergjä         | དགེ་རྒྱས་   | dge rgyas  | 革吉           | Géjí         | 15,483                     | 46,117          | 0,33             |
| 6      | Gerce          | སྒེར་རྩེ་    | sger rtse  | 改则           | Gǎizé        | 22,177                     | 135 025         | 0,16             |
| 7      | Cchočhen       | མཚོ་ཆེན་   | mtsho chen | 措勤           | Cuòqín       | 14,626                     | 22 980          | 0,63             |